# Споменик Рајку Митићу у Београду
Споменик Рајку Митићу је споменик који се налази испред београдског стадиона Рајко Митић у општини Савски венац.

## Опште информације
Споменик је на свечаној церемонији откривен 18. новембра 2017 . године испред службеног улаза, на западној трибини Стадиона Рајко Митић уочи утакмице са ФК Рад.
Свечаности су присуствовали Матија Бећковић, Малиша Петровић, Владица Поповић, Драган Џајић, Драгослав Шекуларац, Владимир Петровић Пижон и друге познате личности, као и хиљаде навијача Црвене звезде.
Рајко Митић био је југословенски фудбалер. Играо је за београдски БСК и Црвену звезду, у којој се прославио. За „црвено-беле” је одиграо око 580 утакмица, био капитен тог тима и проглашен је за прву „Звездину звезду”. Играо је на позицији десне „полутке”. Рођен је у белопаланачком селу Дол.